# جون فينس
جون فينس (بالإنجليزية: John Vince)‏ (31 ديسمبر 1849 في المملكة المتحدة - 5 مايو 1886 في المملكة المتحدة) هو لاعب كريكت بريطاني (وحمل سابقاً جنسية المملكة المتحدة لبريطانيا العظمى وأيرلندا). لعب مع نادي مقاطعة سري للكريكت ‏.

## وصلات خارجية
- جون فينس على موقع إي آس بي آن كريك إنفو (الإنجليزية)